# Дамюс, Рональдо
Рональдо Дамюс (фр. Ronaldo Damus; род. 12 сентября 1999, Энш) — гаитянский футболист, нападающий клуба «Колорадо-Спрингс Суитчбакс» и национальной сборной Гаити.

## Клубная карьера
На родине выступал за клуб «Реал Хоуп». В 2018 году перебрался в США, где присоединился к молодёжной команде «Далласа». С 2019 года стал игроком второй команды клуба, «Норт Тексас», выступающего в Первой лиге ЮСЛ. В 2019 году вместе с клубом стал победителем лиги, а также завоевал звание лучшего бомбардира турнира, забив 16 мячей, и попав в символическую сборную.
В январе 2021 года перешёл в «Ориндж Каунти», выступающий в Чемпионшипе ЮСЛ. Первую игру за новый клуб провёл 16 мая против «Такомы Дифайенс». По итогам сезона «Ориндж Каунти» дошёл до финала плей-офф. 28 ноября в финале сезона против «Тампа-Бэй Раудис» Дамюс оформил дубль, чем принёс своей команде чемпионский титул, и был назван самым ценным игроком матча.
17 марта 2022 года стал игроком шведского «Сундсвалля», заключив контракт, рассчитанный на четыре года.
13 марта 2023 года вернулся в США, отправившись в аренду в клуб Чемпионшипа ЮСЛ «Сан-Диего Лойал» на сезон 2023. Свой дебют за «СД Лойал», 19 марта в матче против «Финикс Райзинг», отметил голом.
22 декабря 2023 года был арендован другим клубом Чемпионшипа ЮСЛ «Колорадо-Спрингс Суитчбакс» на сезон 2024. Дебютировал за «Суитчбакс» 9 марта 2024 года в матче стартового тура сезона против «Майами».

## Карьера в сборной
Выступал за юношеские сборные Гаити различных возрастов. 2 сентября 2016 года дебютировал в национальной сборной в матче отборочного турнира к чемпионату мира с Коста-Рикой, выйдя на поле в стартовом составе.
В июле 2021 года попал в окончательный состав сборной на матчи Золотого кубка КОНКАКАФ в США. На турнире принял участие во всех трёх матчах группового этапа: c США (0:1), Канадой (1:4) и Мартиникой (2:1).

## Клубная статистика
| Выступление                | Выступление      | Выступление      | Лига | Лига | Кубки | Кубки | Конт. кубки | Конт. кубки | Остальные | Остальные | Итого | Итого |
| Клуб                       | Лига             | Сезон            | Игры | Голы | Игры  | Голы  | Игры        | Голы        | Игры      | Голы      | Игры  | Голы  |
| -------------------------- | ---------------- | ---------------- | ---- | ---- | ----- | ----- | ----------- | ----------- | --------- | --------- | ----- | ----- |
| Норт Тексас                | Лига один ЮСЛ    | 2019             | 20   | 16   | 0     | 0     | 0           | 0           | 2         | 0         | 22    | 16    |
| Норт Тексас                | Лига один ЮСЛ    | 2020             | 13   | 5    | 0     | 0     | 0           | 0           | 0         | 0         | 13    | 5     |
| Норт Тексас                | Итого            | Итого            | 33   | 21   | 0     | 0     | 0           | 0           | 2         | 0         | 35    | 21    |
| Ориндж Каунти              | Чемпионшип ЮСЛ   | 2021             | 27   | 14   | 0     | 0     | 0           | 0           | 4         | 4         | 31    | 18    |
| Ориндж Каунти              | Итого            | Итого            | 27   | 14   | 0     | 0     | 0           | 0           | 4         | 4         | 31    | 18    |
| Сундсвалль                 | Алльсвенскан     | 2022             | 25   | 5    | 0     | 0     | 0           | 0           | 0         | 0         | 25    | 5     |
| Сундсвалль                 | Итого            | Итого            | 25   | 5    | 0     | 0     | 0           | 0           | 0         | 0         | 25    | 5     |
| Сан-Диего Лойал            | Чемпионшип ЮСЛ   | 2023             | 31   | 11   | 2     | 0     | 0           | 0           | 1         | 3         | 34    | 14    |
| Сан-Диего Лойал            | Итого            | Итого            | 31   | 11   | 2     | 0     | 0           | 0           | 1         | 3         | 34    | 14    |
| Колорадо-Спрингс Суитчбакс | Чемпионшип ЮСЛ   | 2024             | 4    | 0    | 0     | 0     | 0           | 0           | 0         | 0         | 4     | 0     |
| Колорадо-Спрингс Суитчбакс | Итого            | Итого            | 4    | 0    | 0     | 0     | 0           | 0           | 0         | 0         | 4     | 0     |
| Всего за карьеру           | Всего за карьеру | Всего за карьеру | 120  | 51   | 2     | 0     | 0           | 0           | 7         | 7         | 129   | 58    |

## Статистика в сборной
| Матчи и голы Рональдо Дамюса за национальную сборную Гаити | Матчи и голы Рональдо Дамюса за национальную сборную Гаити | Матчи и голы Рональдо Дамюса за национальную сборную Гаити | Матчи и голы Рональдо Дамюса за национальную сборную Гаити | Матчи и голы Рональдо Дамюса за национальную сборную Гаити | Матчи и голы Рональдо Дамюса за национальную сборную Гаити |
| №                                                          | Дата                                                       | Оппонент                                                   | Счёт                                                       | Голы                                                       | Соревнование                                               |
| ---------------------------------------------------------- | ---------------------------------------------------------- | ---------------------------------------------------------- | ---------------------------------------------------------- | ---------------------------------------------------------- | ---------------------------------------------------------- |
| 1                                                          | 2 сентября 2016                                            | Коста-Рика                                                 | 0:1                                                        | 0                                                          | Отборочные матчи ЧМ-2018                                   |
| 2                                                          | 9 ноября 2016                                              | Французская Гвиана                                         | 2:5                                                        | 0                                                          | Карибский кубок 2017                                       |
| 3                                                          | 2 июля 2021                                                | Сент-Винсент и Гренадины                                   | 6:1                                                        | 0                                                          | Отборочные матчи Золотого кубка КОНКАКАФ-2021              |
| 4                                                          | 6 июля 2021                                                | Бермуды                                                    | 4:1                                                        | 0                                                          | Отборочные матчи Золотого кубка КОНКАКАФ-2021              |
| 5                                                          | 11 июля 2021                                               | США                                                        | 0:1                                                        | 0                                                          | Золотой кубок КОНКАКАФ 2021                                |
| 6                                                          | 15 июля 2021                                               | Канада                                                     | 1:4                                                        | 0                                                          | Золотой кубок КОНКАКАФ 2021                                |
| 7                                                          | 18 июля 2021                                               | Мартиника                                                  | 2:1                                                        | 0                                                          | Золотой кубок КОНКАКАФ 2021                                |

Итого:7 матчей и 0 голов; 3 победы, 0 ничьих, 4 поражения.

## Достижения
Командные
 «Норт Тексас»
- Чемпион Лиги один ЮСЛ: 2019
- Победитель регулярного чемпионата Лиги один ЮСЛ: 2019

 «Ориндж Каунти»
- Чемпион Чемпионшипа ЮСЛ: 2021

Индивидуальные
- Лучший бомбардир Лиги один ЮСЛ: 2019 (16 мячей)
- Член первой символической сборной Лиги один ЮСЛ: 2019
- Самый ценный игрок финала Чемпионшипа ЮСЛ: 2021